# Carla Hansen
Carla Hansen (* 19. September 1906 in Kopenhagen; † 6. Dezember 2001 in Nord-Seeland) war eine dänische Schriftstellerin. 
Die Ehefrau von Vilhelm Hansen schrieb hauptsächlich die Texte zu Petzi, auf Dänisch Rasmus Klump.